# Hangop

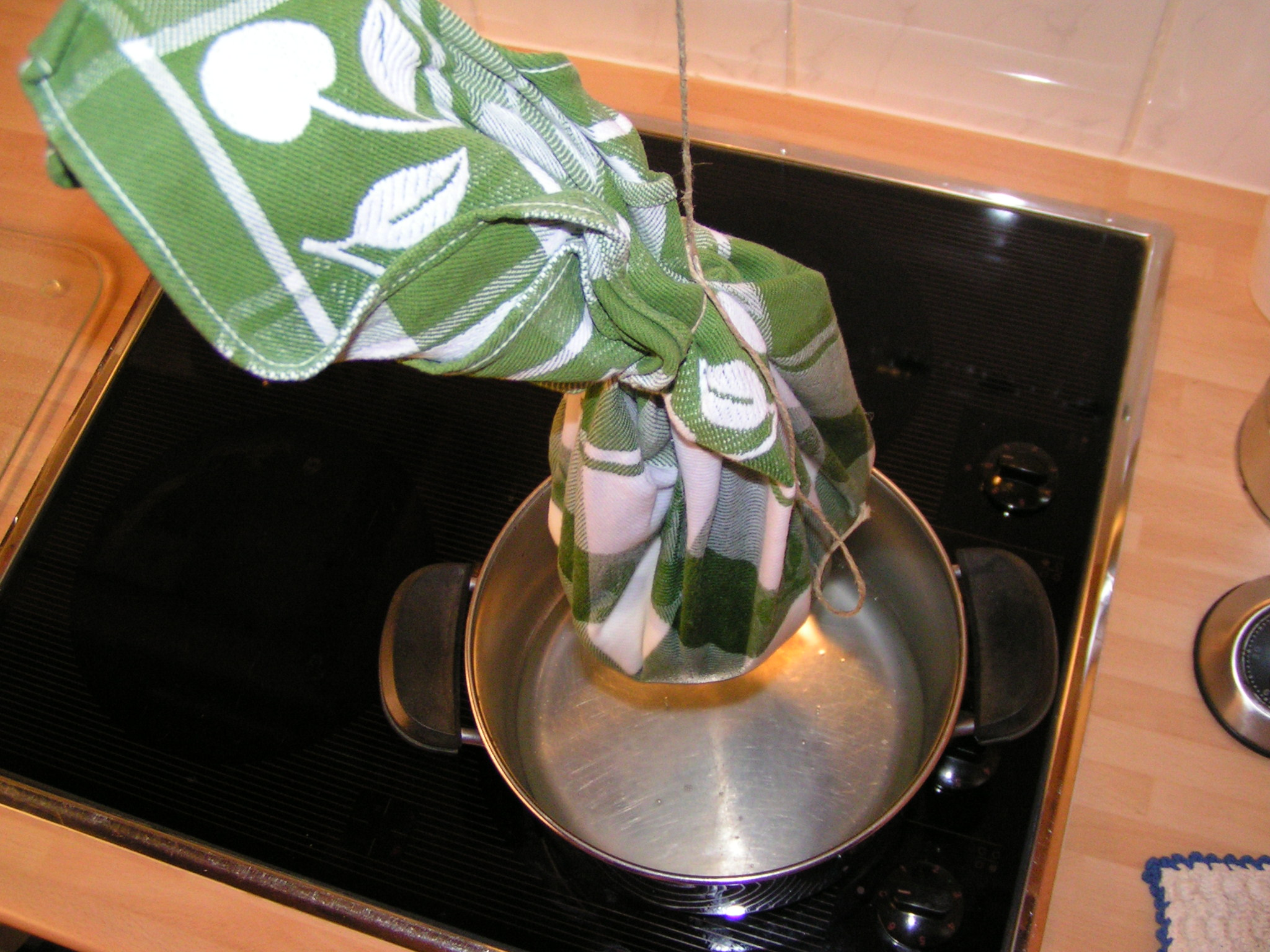
Hangop in een theedoek (uitlekken)

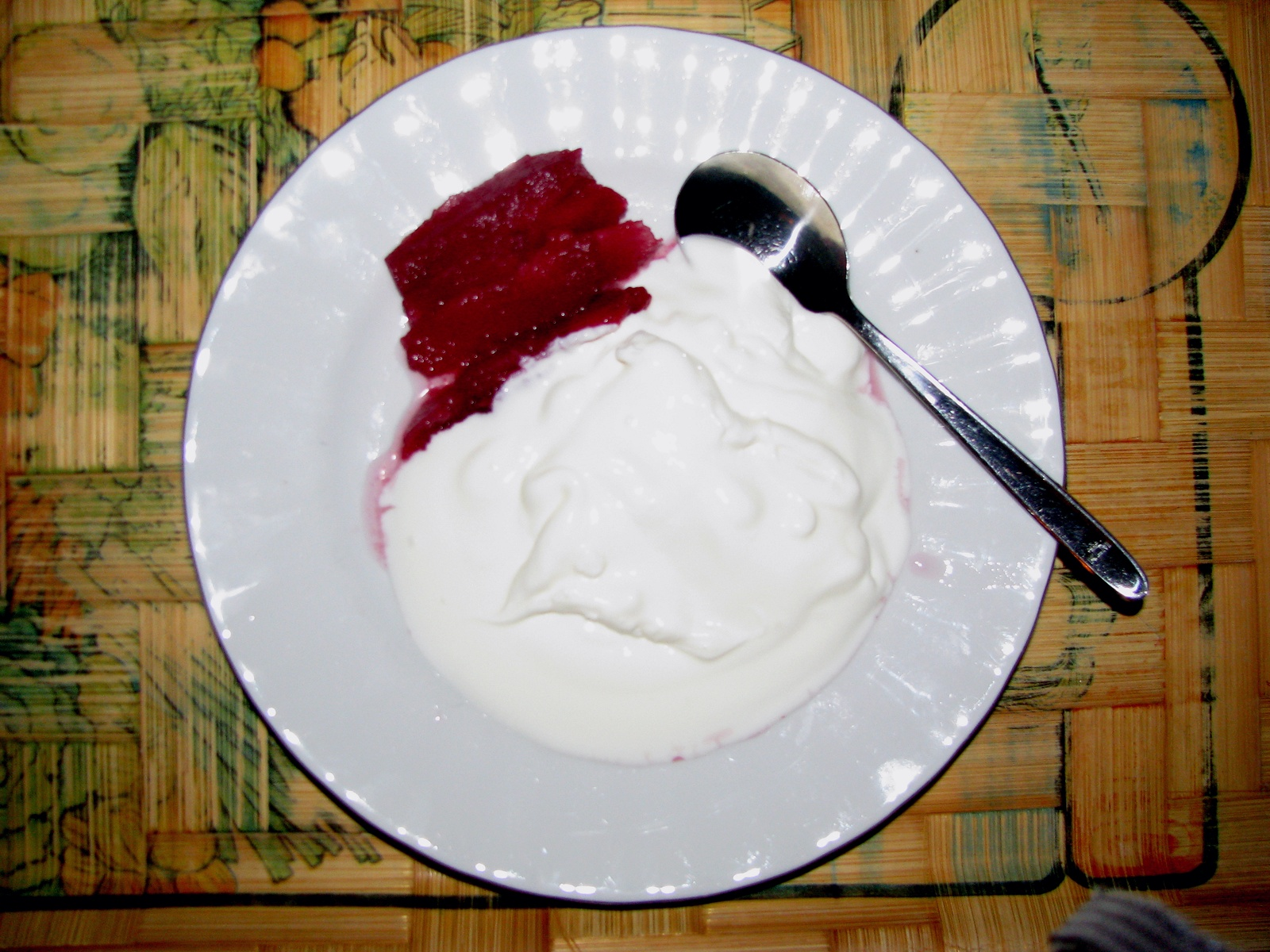
Hangop met stoofperen

Hangop is een melkproduct dat vaak als nagerecht wordt gegeten. Hangop wordt bereid uit karnemelk of yoghurt. 
Hangop is een zuivelproduct dat gemakkelijk thuis te bereiden is. In een schone theedoek die over een schaal is gespannen, of bij de punten is opgehangen, wordt karnemelk of yoghurt geschonken die dan een nacht uitlekt om het ingedikte melkproduct te verkrijgen dat dan een kwarkachtige structuur heeft. Hangop wordt in toenemende mate fabrieksmatig geproduceerd.
Hangop wordt soms verward met Jan in de zak, dat echter sterk verschilt qua recept en structuur.  